# 変調方式
変調方式（へんちょうほうしき、英: modulation method）とは、電気通信において、基本信号（搬送波）に対して、その振幅、周波数、位相などを変化させる（変調する）ことにより信号を伝送する方式である。

## 概要
モールス通信やアナログ式の電話などでは、信号を断続させたり、音波をそのまま電気信号に変換して通信を行っている（ベースバンド伝送）。
しかし、例えば無線による音声通信（ラジオ等）において、音声信号を無変調で電波として送信することは、音声の周波数が低すぎるため現実的ではない。よって、音声信号を一旦、より高い周波数の信号に変換（変調）して送信し、受信側でまた音声信号に戻す（復調）ことにより信号を伝送する方式をとっている。
これは20世紀の始め頃、三極管に始まる各種の増幅作用を持つ真空管の発明により始まった、エレクトロニクスにより実用的に可能になった技術である。有線通信においても同じ頃に、多重化による設備の有効利用などを目的とし、無線通信と同様に搬送波を変調する方式が採用された。また、光通信は、光を変調することにより通信を行っている。
通信以外にも、特性が非線形なアナログの磁気記録媒体などにおいて、高周波の変調によって記録している。例えばビデオテープでは5MHz前後のキャリアに周波数変調でNTSCを記録している。

### 用語について
ラジオ放送の方式として広く知られている「AM」や「FM」といった用語は、元々は変調方式を指す用語である。一方たとえば、周波数偏移変調が「FSK」（K=keying）と呼ばれているのは、電信の操作（「電鍵」を操作することから、keyingと言う）に由来する。

### 分類について
以下では「アナログ変調」「デジタル変調」「パルス変調」に分類しているが、これは一元的な分類ではない。「アナログ変調」と「デジタル変調」という分類は、通信される情報に着目した分類である。それに対し「パルス変調」は、搬送波が矩形波である方式の総称であって、「アナログ変調のパルス変調」もあれば「デジタル変調のパルス変調」もある。

## 分類

### アナログ変調

情報信号がAM信号またはFM信号によって搬送されている例

アナログ通信のための、振幅や周波数や位相などを連続的に変化させる変調方式である。ラジオ放送などで用いられている。
- 振幅変調（AM、英語: amplitude modulation）：搬送波の振幅の変化で変調するものである。
- 角度変調
  - 周波数変調（FM、英語: frequency modulation）：搬送波の周波数の変化。
  - 位相変調（PM、英語: phase modulation）：搬送波の位相の変化。

### デジタル変調
ディジタルな（離散的な、不連続な）情報の通信のための、振幅や周波数や位相などを不連的に変化させる変調方式である。
- 位相偏移変調（PSK、英語: phase shift keying）：一定周波数の搬送波の位相を変化させることで変調するもの。変調1回あたりの送信ビット数を増やすごとに、BPSK、QPSKなどと呼ばれる。
- 周波数偏移変調（FSK、英語: frequency shift keying)
- 振幅偏移変調（ASK、英語: amplitude shift Keying）
- 直角位相振幅変調（QAM、英語: quadrature amplitude modulation）

### パルス変調
搬送波が矩形波である方式の総称である。
アナログな情報を標本化・量子化（A/D変換）し、エンコード（符号化）するのがパルス符号変調 (PCM）である。
- パルス符号変調 (PCM、英語: pulse-code modulation)

他は、パルスの振幅・幅・位相などを変調する方式で、変化量が連続的な場合と離散的な場合の、両方がある。
- パルス幅変調 (PWM、英語: pulse-width modulation)
- パルス振幅変調 (PAM、英語: pulse-amplitude modulation)
- パルス位置変調 (PPM、英語: pulse-position modulation)
- パルス密度変調 (PDM、英語: pulse-density modulation)

## 変調方式の応用
- 直交変調 : 複数の独立な情報を互いに干渉することなく同時に伝送するための多重変調方式である。
- 同期放送 : 同期した同一の周波数を発信する無線局を多数配置し、広いサービスエリアを得る方法である。